# Maarten de Jong
Maarten de Jong (Arnhem, 26 maart 1962) is een voormalig Nederlands voetballer. De Jong speelde de meeste wedstrijden als middenvelder.
In 1984 kwam De jong uit in de selectie van sc Heerenveen nadat hij door Henk van Brussel bij de selectie van de club was gehaald. Hij bleef er tot en met 1995 spelen en schreef clubgeschiedenis als eerste speler die voor sc Heerenveen een doelpunt maakte in de Eredivisie, door 1-1 te scoren tegen FC Volendam.
In de zomer van 1995 vertrok hij naar FC Groningen en twee jaar later, in 1997, besloot hij te stoppen met profvoetbal.
Vanwege zijn grote inzet in de wedstrijden die hij speelde was zijn bijnaam de kuitenbijter (kûtebiter). Bij het publiek van sc Heerenveen was hij heel populair en had daarom ook de bijnaam Mister Heerenveen (Mister It Hearrenfean). Tijdens zijn jaren bij deze club werd hij door de aanhang driemaal uitgeroepen tot Speler van het Jaar.  De teller blijft daardoor steken op 398 wedstrijden in het pompeblêdenshirt. Na zijn voetbalcarrière had De Jong een tijd een sportwinkel in Gorredijk en in de loop van de jaren '00 ondernam hij activiteiten met de supportersvereniging van sc Heerenveen, Junior Heroes. In het seizoen 2007-2008 werd hij hoofdtrainer van VV Jubbega. In 2008-2009 was hij hoofdtrainer van SV Donkerbroek. In seizoen 2011/12 was hij trainer van de sc Heerenveen Vrouwen. Voor het seizoen 2017/18 is hij trainer voor de amateurvoetbalclub VV Lemmer.
In 2004-2008 was hij materiaalman voor het Nederlands voetbalelftal onder 21 voor en tijdens de Olympische Zomerspelen in Peking. Tijdens het bezoek van Tibetaans voetbalelftal in 2008 aan Nederland gaf hij de selectie een training. Ook bleef hij betrokken bij sc Heerenveen als materiaalman en geeft hij regelmatig clinics aan voetbalverenigingen.
Sinds 2021 werkt De Jong in het speciaal onderwijs.